# 高橋沙也加
高橋沙也加（日语：／ Takahashi Sayaka，1992年7月29日—），日本女子羽毛球运动员，前日本國家羽毛球隊（A隊）成員，現已退役。奈良縣橿原市出生，畢業於和合中學校和高岡西高校，曾隸屬於Panasonic羽毛球部，2013年2月加入日本Unisys株式會社，2022年4月1日，日本Unisys株式會社改名為BIPROGY株式會社。其胞姊高橋禮華同為羽毛球運動員。她曾连续两年赢得亞洲羽毛球錦標賽季军（2013年和2014年）。

## 簡歷

### 2009年-2012年 奧地利、大阪、馬爾代夫及蘇格蘭羽球赛夺冠
2009年4月，高橋沙也加与福万尚子出戰大阪羽毛球國際挑戰賽，在女双準决赛以0比2（7-21、10-21）不敌队友的森加織/脇坂郁。
2011年2月，高橋沙也加出戰奧地利羽毛球國際挑戰賽，在女单準决赛以1比2（14-21、21-14、16-21）不敌队友的關谷真由。
2012年2月，高橋沙也加出戰奧地利羽毛球國際挑戰賽，在女單決賽以2比0（21-11、21-19）擊敗香港的陳祉嘉，奪得個人首項國際職業賽冠軍。同年4月，她出戰大阪羽毛球國際挑戰賽，在女單決賽以2比0（22-20、21-19）击败了队友的橋本由衣，赢得本赛季第二个冠軍。同年5月，她出戰馬爾代夫羽毛球國際挑戰賽，在女單決賽以2比0（21-17、21-16）击败了同胞的脇田侑，再次赢得冠軍。同年7月，她出戰加拿大羽毛球大獎賽，在女單決賽以0比2（8-21、16-21）不敌队友新星的奧原希望，赢得亚軍。同期5月，她出戰馬來西亞羽毛球黃金大獎賽並再度殺入女單決賽，惜最終敗給泰國選手布桑兰·恩布鲁庞，屈居亞軍。年尾11月，她出戰蘇格蘭羽毛球國際賽，在女單決賽以2比0（21-6、21-8）轻取韩国小将的金效旻，赢得第四冠收官。

### 2013年 澳洲羽球赛夺冠
2013年2月，高橋沙也加出戰德國羽毛球黃金大獎賽，在女單準决赛以0比2（17-21、19-21）不敌赛会3号种子、德国名将的朱利安·申克。同年4月，她出戰澳洲羽毛球黃金大獎賽，在女單決賽以2比0（24-22、21-10）力克赛会4号种子、泰国的妮查恩·金达蓬，赢得冠軍。同期4月，她参加中華民國臺北举办的亞洲羽毛球錦標賽，在女單準决赛中不敌对手，这也是她首次打入亚锦赛的四强。之后8月，她參加中國廣州舉行的世界羽毛球錦標賽，出戰女子單打項目。在首圈擊敗馬來西亞選手後，她在第二圈再以2比0力克隊友、位列12號種子的三谷美菜津晉級；但至第三圈面對13號種子、韓國的裴延姝，就以0比2（19-21、17-21）落敗，16強止步。

### 2014年 德國羽球赛夺冠
2014年2月，高橋沙也加出戰德國羽毛球黃金大獎賽，在女單決賽以2比1（21-17、8-21、21-12）击败了赛会头号种子、韩国的成池鉉，赢得开门红。同年4月，她参加韩国金泉市举办的亞洲羽毛球錦標賽，在女單準决赛以0比2（21-23、13-21）不敌赛会4号种子、拥有主场优势东道主的成池鉉，赢得季军并且第二次打进四强。随后8月，她參加丹麥哥本哈根舉行的世界羽毛球錦標賽，以13號種子身分出戰女子單打項目 ，故在首圈輪空。她在第二圈以2比0擊敗保加利亞的佩蒂娅·内德尔奇娃晉級；但至第三圈面對7號種子、印度的塞娜·内维尔，就以1比2（21-14、18-21、12-21）落敗，再次16強止步。

### 2015年 葡萄牙及大阪羽球赛夺冠
2015年1月，高橋沙也加出戰馬來西亞羽毛球大師賽，在女單決賽以0比2（13-21、17-21）不敌赛会4号种子、日本新秀的奧原希望，赢得亚軍。同年2月，她出戰德國羽毛球黃金大獎賽，在女單準决赛以0比2（16-21、12-21）不敌赛会2号种子、世锦赛冠军西班牙的卡罗列娜·马琳。同年3月，她出戰葡萄牙羽毛球國際賽，在女單決賽以2比0（21-13、21-14）击败了赛会3号种子、队友新秀的大堀彩，赢得冠軍。同年4月，她出戰大阪羽毛球國際挑戰賽，在女單決賽以2比1（21-11、15-21、29-27）力克赛会2号种子、日本的佐藤冴香，赢得冠軍。接着8月，她參加印尼雅加達舉行的世界羽毛球錦標賽，以14號種子身分出戰女子單打項目，故在首圈輪空。她在第二圈以2比0擊敗瑞士的萨布丽娜·贾奎特晉級；但至第三圈面對2號種子、印度的塞娜·内维尔，就以0比2（18-21、14-21）落敗，連續兩年被同一對手淘汰，再次16強止步。

### 2016年-2017年 二次夺挑战赛及越南大奖赛首夺
2016年11月，高橋沙也加出戰馬來西亞羽毛球國際挑戰賽，在女單決賽以2比0（21-17、21-11）击败了赛会5号种子、东道主新秀的何艷美，赢得冠軍。
2017年3月，高橋沙也加出戰葡萄牙羽毛球國際賽，在女單決賽以2比0（21-10、21-15）轻取赛会7号种子、师妹的星千智，卫冕女單冠軍。同期3月，她出戰大阪羽毛球國際挑戰賽，在女單決賽以2比0（21-16、21-18）击退了赛会4号种子、韩国的李張美，成功卫冕本土冠軍。同年7月，她出戰加拿大羽毛球大獎賽，在女單準决赛以0比2（14-21、10-21）不敌日本新星的川上紗惠奈。年尾9月，她出戰越南羽毛球大獎賽，在女單決賽以2比0（21-9、21-14）轻取赛会4号种子、东道主的武氏妆，赢得冠軍。

### 2018年
2018年3月，高橋沙也加出戰瑞士羽毛球公開賽，在女單決賽以2比0（21-12、21-18）战胜了日本新秀的仁平菜月，赢得首冠。同年5月，她出戰紐西蘭羽毛球公開賽，在女单决赛以2比0（21-13、21-14）横扫中国的张艺曼，赢得超級300賽女单冠军。同期5月，她入选優霸盃的女单主力，助日本女队时隔37年后重新夺得三大团体赛之一的冠军，亦是她首次获得世界冠军的时刻同年6月，她出戰加拿大羽毛球公開賽，在女单决赛以1比2（20-22、21-15、17-21）不敌中国的李雪芮，赢得亚军。同年7月，她出戰新加坡羽毛球公開賽，在女单决赛以2比0（25-23、21-14）横扫赛会7号种子、中国的高昉潔，赢得超級500賽女单冠军。同期7月，她出戰秋田羽毛球大師賽，在女单决赛以2比1（21-11、13-21、21-18）击败了队友的漆崎真子，赢得超級100賽女单冠军。

## 主要比賽成績
只列出曾進入準決賽的國際賽事成績：
| 年份   | 賽事                     | 公開賽級別 | 項目     | 拍檔     | 成績   |
| ------ | ------------------------ | ---------- | -------- | -------- | ------ |
| 2009年 | 大阪羽毛球國際挑戰賽     | 國際挑戰賽 | 女子雙打 | 福万尚子 | 準決賽 |
| 2011年 | 奧地利羽毛球國際挑戰賽   | 國際挑戰賽 | 女子單打 | －       | 準決賽 |
| 2012年 | 奧地利羽毛球國際挑戰賽   | 國際挑戰賽 | 女子單打 | －       | 冠軍   |
| 2012年 | 大阪羽毛球國際挑戰賽     | 國際挑戰賽 | 女子單打 | －       | 冠軍   |
| 2012年 | 馬爾代夫羽毛球國際挑戰賽 | 國際挑戰賽 | 女子單打 | －       | 冠軍   |
| 2012年 | 加拿大羽毛球大獎賽       | 大獎賽     | 女子單打 | －       | 亞軍   |
| 2012年 | 馬來西亞羽毛球黃金大獎賽 | 黃金大獎賽 | 女子單打 | －       | 亞軍   |
| 2012年 | 蘇格蘭羽毛球國際賽       | 國際挑戰賽 | 女子單打 | －       | 冠軍   |
| 2013年 | 德國羽毛球黃金大獎賽     | 黃金大獎賽 | 女子單打 | －       | 準決賽 |
| 2013年 | 澳洲羽毛球黃金大獎賽     | 黃金大獎賽 | 女子單打 | －       | 冠軍   |
| 2013年 | 亞洲羽毛球錦標賽         | 其他       | 女子單打 | －       | 季軍   |
| 2013年 | 中國羽毛球大師賽         | 超級賽     | 女子單打 | －       | 準決賽 |
| 2014年 | 德國羽毛球黃金大獎賽     | 黃金大獎賽 | 女子單打 | －       | 冠軍   |
| 2014年 | 亞洲羽毛球錦標賽         | 其他       | 女子單打 | －       | 季軍   |
| 2014年 | 優霸盃                   | 其他       | 女子團體 | －       | 亞軍   |
| 2014年 | 亞洲運動會羽毛球比賽     | 其他       | 女子團體 | －       | 銅牌   |
| 2015年 | 馬來西亞羽毛球大師賽     | 黃金大獎賽 | 女子單打 | －       | 亞軍   |
| 2015年 | 德國羽毛球黃金大獎賽     | 黃金大獎賽 | 女子單打 | －       | 準決賽 |
| 2015年 | 葡萄牙羽毛球國際賽       | 國際系列賽 | 女子單打 | －       | 冠軍   |
| 2015年 | 瑞士羽毛球黃金大獎賽     | 黃金大獎賽 | 女子單打 | －       | 準決賽 |
| 2015年 | 大阪羽毛球國際挑戰賽     | 國際挑戰賽 | 女子單打 | －       | 冠軍   |
| 2015年 | 美國羽毛球黃金大獎賽     | 黃金大獎賽 | 女子單打 | －       | 準決賽 |
| 2015年 | 加拿大羽毛球大獎賽       | 大獎賽     | 女子單打 | －       | 準決賽 |
| 2016年 | 馬來西亞羽毛球國際挑戰賽 | 國際挑戰賽 | 女子單打 | －       | 冠軍   |
| 2017年 | 葡萄牙羽毛球國際賽       | 國際系列賽 | 女子單打 | －       | 冠軍   |
| 2017年 | 大阪羽毛球國際挑戰賽     | 國際挑戰賽 | 女子單打 | －       | 冠軍   |
| 2017年 | 加拿大羽毛球大獎賽       | 大獎賽     | 女子單打 | －       | 準決賽 |
| 2017年 | 越南羽毛球大獎賽         | 大獎賽     | 女子單打 | －       | 冠軍   |
| 2018年 | 瑞士羽毛球公開賽         | 超級300賽  | 女子單打 | －       | 冠軍   |
| 2018年 | 紐西蘭羽毛球公開賽       | 超級300賽  | 女子單打 | －       | 冠軍   |
| 2018年 | 優霸盃                   | 其他       | 女子團體 | －       | 冠軍   |
| 2018年 | 加拿大羽毛球公開賽       | 超級100賽  | 女子單打 | －       | 亞軍   |
| 2018年 | 新加坡羽毛球公開賽       | 超級500賽  | 女子單打 | －       | 冠軍   |
| 2018年 | 秋田羽毛球大師賽         | 超級100賽  | 女子單打 | －       | 冠軍   |
| 2019年 | 亞洲羽毛球混合團體錦標賽 | 其他       | 混合團體 | －       | 亞軍   |
| 2019年 | 泰國羽毛球公開賽         | 超級500賽  | 女子單打 | －       | 準決賽 |
| 2019年 | 中國羽毛球公開賽         | 超級1000賽 | 女子單打 | －       | 準決賽 |
| 2020年 | 亞洲羽毛球團體錦標賽     | 其他       | 女子團體 | －       | 冠軍   |
| 2021年 | 蘇迪曼盃                 | 其他       | 混合團體 | －       | 亞軍   |
| 2021年 | 優霸盃                   | 其他       | 女子團體 | －       | 亞軍   |
| 2021年 | 法國羽毛球公開賽         | 超級750賽  | 女子單打 | －       | 亞軍   |
| 2022年 | 優霸盃                   | 其他       | 女子團體 | －       | 季軍   |

| 2007-2017年 | 首要超級賽 | 超級賽 | 黃金大獎賽 | 大獎賽 | 國際挑戰賽 | 國際系列賽 | 未來系列賽 | 其他 |

| 2018-2026年 | 總決賽 | 超級1000賽 | 超級750賽 | 超級500賽 | 超級300賽 | 超級100賽 | 國際挑戰賽 | 國際系列賽 | 未來系列賽 | 其他 |

### 世界冠軍頭銜
高橋沙也加在羽毛球生涯中共奪得1項羽毛球世界冠軍頭銜。
| 賽事   | 奪冠次數 | 年份               |
| ------ | -------- | ------------------ |
| 優霸盃 | 1        | 2018年（女子團體） |
| 總計   | 1        |                    |

### 奧運會和世錦賽參賽紀錄
|          | 2013 | 2014 | 2015 | 2019 | 2021 | 2022 |
| -------- | ---- | ---- | ---- | ---- | ---- | ---- |
| 女子單打 | 16強 | 16強 | 16強 | 32強 | 16強 | 16強 |

## 主要對賽紀錄
高橋沙也加與主要對手的對賽成績如下（只列出對賽四次或以上對手，截至2017年9月8日）：

| 對手     | 對賽次數 | 對賽結果 | 對賽結果 | 總計 |
| 對手     | 對賽次數 | 勝       | 負       | 總計 |
| -------- | -------- | -------- | -------- | ---- |
| 奥原希望 | 5        | 1        | 4        | -3   |
| 橋本由衣 | 4        | 3        | 1        | +2   |
| 總計     | 9        | 4        | 5        | -1   |

| 對手             | 對賽次數 | 對賽結果 | 對賽結果 | 總計 |
| 對手             | 對賽次數 | 勝       | 負       | 總計 |
| ---------------- | -------- | -------- | -------- | ---- |
| 拉差诺·因达农    | 7        | 2        | 5        | -3   |
| 王適嫻           | 6        | 0        | 6        | -6   |
| 葉姵延           | 5        | 5        | 0        | +5   |
| 金效旻           | 4        | 4        | 0        | +4   |
| 鄭清憶           | 4        | 3        | 1        | +2   |
| 陳祉嘉           | 4        | 2        | 2        | 0    |
| 裴延姝（已退役） | 4        | 2        | 2        | 0    |
| 塞娜·内维尔      | 4        | 0        | 4        | -4   |
| 戴資穎           | 7        | 1        | 6        | -5   |
| 成池鉉           | 4        | 1        | 3        | -2   |
| 卡罗列娜·马琳    | 4        | 1        | 3        | -2   |
| 其他選手         | 217      | 154      | 63       | +91  |
| 總計             | 226      | 158      | 68       | +90  |